# In Your Eyes (chanson de Kylie Minogue)
Pour les articles homonymes, voir In Your Eyes.
Singles par Kylie Minogue
Can't Get You Out of My Head
(2001) Love at First Sight
(2002)
Pistes de 'Fever'
Come Into My World Dancefloor
In Your Eyes est une chanson de la chanteuse australienne Kylie Minogue, sorti en janvier 2002. Single extrait de l'album Fever, la chanson a été écrite par Minogue, Richard Stannard, Julian Gallagher, Ash Howes et produit par Stannard, Gallagher. In Your Eyes est une musique pop avec des sonorités house et disco.

## Formats et liste des pistes
Voici les différents formats et liste des pistes de In Your Eyes.
 Royaume-Uni CD single #1
1. "In Your Eyes" – 3:18
2. "Tightrope" (Single version) – 4:29
3. "Good Like That" – 3:35

 Royaume-Uni CD single #2
1. "In Your Eyes" – 3:18
2. "In Your Eyes" (Tha S Man's Release mix) – 7:34
3. "In Your Eyes" (Jean Jacques Smoothie mix) – 6:23

Europe Single #1 And #3
1. "In Your Eyes" – 3:18
2. "Tightrope" (Single version) – 4:29

 Australie CD #1
1. In Your Eyes" – 3:18
2. "Never Spoken" – 3:18
3. "Harmony" – 4:15
4. "In Your Eyes" (Tha S Man's Release mix) – 7:34

 Australie CD single #2
1. "In Your Eyes" – 3:18
2. "In Your Eyes" (Mr Bishi mix) – 7:25
3. "In Your Eyes" (Jean Jacques Smoothie mix) – 6:23
4. "In Your Eyes" (Saeed & Palesh (Main) mix) – 8:40

Vinyle single
1. "In Your Eyes" (Saeed & Palesh (Main) mix) – 8:40
2. "In Your Eyes" (Powder's Spaced dub) – 7:25
3. "In Your Eyes" (Roger Sanchez Release the Dub mix) – 7:18

DVD single
1. "In Your Eyes" music video
2. "Can't Get You Out of My Head" music video
3. "In Your Eyes" (Roger Sanchez Release the Dub mix) – 7:18
4. "Can't Get You out of My Head" (Nick Faber remix) – 5:59

Remixes officiels
1. "In Your Eyes" (Extended version) – 5:55
2. "In Your Eyes" (Extended Instrumental) – 5:55
3. "In Your Eyes" (Knuckleheadz dub) – 6:47
4. "In Your Eyes" (Tha S Man's Release mix) – 7:34
5. "In Your Eyes" (Tha S Man's Release Radio edit) – 4:52
6. "In Your Eyes" (Jean Jacques Smoothie dub) – 6:23
7. "In Your Eyes" (Mr Bishi mix)
8. "In Your Eyes" (Saeed & Palesh Nightmare dub) – 8:33
9. "In Your Eyes" (Powders 12" dub) – 7:05
10. "In Your Eyes" (Powders Spaced dub) – 7:25
11. "In Your Eyes" (RLS Re-Edit mix/Special French remix) – 6:03
12. "In Your Eyes" (Roger Sanchez Release the Dub mix)
13. "In Your Eyes" (Saeed & Palesh (Main) mix)
14. "In Your Eyes" (X2008 Tour Studio Version) – 3:36

## Crédits et personnels
- Chanteuse - Kylie Minogue
- Background vocals - Richard Stannard
- Auteur-compositeur - Kylie Minogue, Richard Stannard, Julian Gallagher, Ash Howes
- Réalisateur artistique - Richard "Biff" Stannard, Julian Gallagher
- Enregistrement et programmation - Ash Howes, Alvin Sweeney, Martin Harrington
- Mixage - Ash Howes at Biffco Studios
- Keyboards - Julian Gallagher
- Guitare - Martin Harrington
- Drums - Mimi Tachikawa
- Bass - Steve Lewinson
- Photographie - Vincent Peters

Source

## Classements et certifications
| Classement (2000)                       | Meilleure position |
| --------------------------------------- | ------------------ |
| Allemagne (Media Control AG)            | 18                 |
| Australie (ARIA)                        | 1                  |
| Autriche (Ö3 Austria Top 40)            | 22                 |
| Belgique (Flandre Ultratop 50 Singles)  | 18                 |
| Belgique (Wallonie Ultratop 50 Singles) | 11                 |
| Danemark (Tracklisten)                  | 10                 |
| Finlande (Suomen virallinen lista)      | 7                  |
| France (SNEP)                           | 24                 |
| France (Club 40)                        | 9                  |
| Irlande (IRMA)                          | 6                  |
| Italie (FIMI)                           | 7                  |
| Pays-Bas (Nederlandse Top 40)           | 14                 |
| Pays-Bas (Single Top 100)               | 15                 |
| Nouvelle-Zélande (RMNZ)                 | 18                 |
| Espagne (PROMUSICAE)                    | 7                  |
| Suède (Sverigetopplistan)               | 20                 |
| Suisse (Schweizer Hitparade)            | 8                  |
| Royaume-Uni (UK Singles Chart)          | 3                  |

| Classement (2000)       | Position |
| ----------------------- | -------- |
| Australie               | 70       |
| Belgique (Wallonie)     | 96       |
| Pays-Bas (Dutch Top 40) | 95       |
| Suisse                  | 70       |
| Royaume-Uni             | 60       |

| Pays            | Certifications |
| --------------- | -------------- |
| Australie ARIA  | Or             |
| Royaume-Uni BPI | Argent         |